# 諾亞足球會

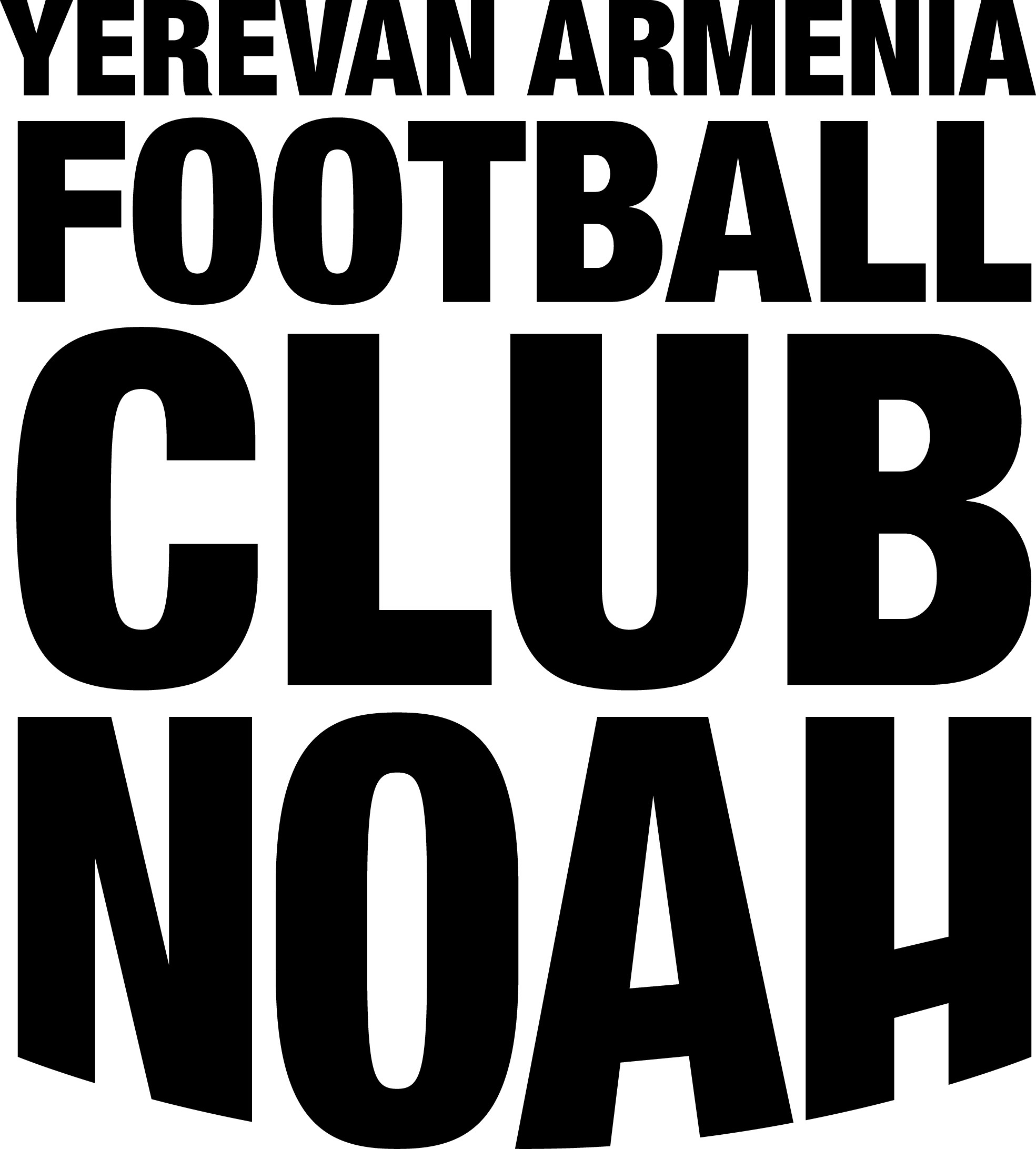
諾亞足球會會徽（2019–2024年）

諾亞足球會 (英語：Football Club Noah) 是一家位於亞美尼亞首都葉里溫的職業足球會，現參加亞美尼亞足球超級聯賽。

## 歷史
諾亞足球會成立於2017年，最初名為阿爾察赫足球會（FC Artsakh）。2017年6月2日，球隊與班蘭特斯進行了成立以來的首場比賽。
2017–18賽季，球隊參加亞美尼亞甲組足球聯賽並獲得亞軍，升上亞美尼亞足球超級聯賽。
2018–19賽季，球隊在超級聯賽僅排在第8名，隨後卡伦·亚伯拉罕扬收購了球隊並將其更名為諾亞足球會（FC Noah）。
2019–20賽季，球隊獲得聯賽亞軍及亞美尼亞盃冠軍。

## 球會榮譽
- 亞美尼亞足球超級聯賽

 冠軍： (1) 2024–25
- 亞美尼亞盃

 冠軍： (1) 2019–20
- 亞美尼亞超級盃

 冠軍： (1) 2020

## 外部連結
- 諾亞足球會的Facebook專頁